# Stephen Yiembe
Stephen Eleazar Onyango Yiembe (* 1989) ist ein kenianischer Fußballschiedsrichterassistent. Er steht seit 2018 auf der Liste der FIFA-Schiedsrichter.

## Karriere
Als Assistent hatte Stephen Yiembe Einsätze in der CAF Champions League, der African Football League, beim U-17-Afrika-Cup 2023 (hier unter Abdulsalam Kassim) und beim U-20-Afrika-Cup 2023. Im Jahr darauf wurde er für den Afrika-Cup 2024 nominiert, wo er bei drei Partien eingesetzt wurde (zwei unter der Leitung von Omar Artan).
Bei den Olympischen Sommerspielen 2024 war Yiembe Assistent im Team von Mahmood Ismail.